# NGC 4231
NGC 4231 (również PGC 39354 lub UGC 7304) – galaktyka spiralna (S0-a), znajdująca się w gwiazdozbiorze Psów Gończych. Odkrył ją William Herschel 9 marca 1788 roku. Jest fizycznie związana z sąsiednią galaktyką NGC 4232.